# Petr Macholda
Petr Macholda (* 25. Januar 1982 in Most, Tschechoslowakei) ist ein ehemaliger deutsch-tschechischer Eishockeyspieler, der zuletzt fünf Jahre bei den Dresdner Eislöwen in der DEL2 unter Vertrag stand. Zuvor spielte er viele Jahre in der tschechischen Extraliga und der Deutschen Eishockey Liga.

## Karriere
Petr Macholda begann seine Karriere beim HC Litvínov in der U20-Extraliga, bevor er in der Saison 2000/01 sein Debüt für die Seniorenmannschaft in der tschechischen Extraliga gab. In den folgenden Jahren absolvierte der Verteidiger neben Einsätzen in der höchsten Liga auch Spiele für die Zweit- bzw. Drittligisten HC Slovan Ústečtí Lvi und KLH Chomutov. Über den HC Energie Karlovy Vary kam der Rechtsschütze während der Saison 2002/03 zum HC Zlín, mit dem er am Ende der Spielzeit 2003/04 die tschechische Meisterschaft gewann.
Im Sommer 2004 wurde Petr Macholda von den Kassel Huskies verpflichtet. Sein Vater, Vladimír Macholda, hatte in den 90er Jahren bereits beim EC Kassel gespielt. Auf Grund seiner deutschen Staatsbürgerschaft fiel der Abwehrspieler in Kassel nicht unter das Ausländerkontingent. In 59 Spielen erzielte Macholda drei Scorerpunkte und wechselte 2005 zurück nach Tschechien zum HC Karlovy Vary.
Zum Ende der Saison 2005/06 wurde der Deutsch-Tscheche von den Frankfurt Lions verpflichtet, die ihn vor der folgenden Spielzeit mit einem Zweijahresvertrag ausstatteten. Mit einer Förderlizenz kam der Defensivspieler neben der DEL auch in der 2. Bundesliga beim EV Landsberg 2000 zum Einsatz.
Ein Jahr später wurde der Vertrag mit Macholda aufgelöst, und der Verteidiger wechselte von den Frankfurt Lions zu den Grizzly Adams Wolfsburg, wo er einen Zweijahresvertrag unterzeichnet hatte. Im Sommer 2009 verließ er die Grizzly Adams nach Ablauf seines Vertrags und schloss sich dem HC Sparta Prag an. Zur Saison 2011/12 wurde Macholda von den Augsburger Panther verpflichtet.
Zwischen 2013 und 2018 stand Macholda bei den Dresdner Eislöwen in der DEL2 unter Vertrag und gehörte dort zu den Leistungsträgern im Team. Im September 2017 verletzte er sich in einem Spiel an der Schulter, musste sich einer Operation unterziehen und beendete aufgrund der Verletzung nach der Saison 2017/18 seine Karriere.

### International
Im April 2007 wurde Petr Macholda erstmals in den Kader der deutschen Nationalmannschaft für die Eishockey-Weltmeisterschaft berufen. Da aber seine internationale Spielberechtigung von der Internationalen Eishockey-Föderation IIHF nicht bestätigt wurde, berief Bundestrainer Uwe Krupp statt Macholda Felix Petermann in den Kader. Der Grund für die Nicht-Bestätigung lag in der Nichterfüllung der zweijährigen Frist für den Nationenwechsel, da Macholda in der Saison 2005/06 für Karlovy Vary in Tschechien gespielt hatte.

## Karrierestatistik
(Legende zur Spielerstatistik: Sp oder GP = absolvierte Spiele; T oder G = erzielte Tore; V oder A = erzielte Assists; Pkt oder Pts = erzielte Scorerpunkte; SM oder PIM = erhaltene Strafminuten; +/− = Plus/Minus-Bilanz; PP = erzielte Überzahltore; SH = erzielte Unterzahltore; GW = erzielte Siegtore; 1 Play-downs/Relegation; Kursiv: Statistik nicht vollständig)